# Marc Hottiger
Marc Hottiger (Losanna, 7 novembre 1967) è un ex calciatore svizzero, difensore della nazionale svizzera.

## Caratteristiche tecniche
Dotato di una spinta particolarmente vivace in fascia, di senso tattico e abnegazione, giocava prevalentemente come difensore laterale destro.

## Carriera

### Club
Dopo aver esordito nel Renens, squadra della cittadina alla periferia losannese in cui è nato e cresciuto, ha giocato dapprima nel Losanna e poi nel Sion (dove componeva una forte linea difensiva con Geiger, Herr e Quentin). Nell'estate del 1994, dopo aver destato un'ottima impressione tra gli osservatori al mondiale statunitense, è approdato nella Prmeier League inglese. Fu infatti chiamato da Kevin Keegan a prestare servizio nel Newcastle United, disputando un'intera stagione da titolare e con gradito rendimento, per poi passare all'Everton, dove ha trovato fortune alterne nonostante sia ricordato anche per una strepitosa rete segnata dalla distanza di 25 metri nella FA Cup contro il Blackburn Rovers. Nel 1997 ha quindi trovato un accordo per tornare a giocare in patria, dapprima nel Losanna e successivamente nel Sion: in terra vallesana ha chiuso la carriera nel 2002 all'età di 34 anni. Complessivamente vanta circa 300 presenze nella massima serie svizzera. Con la maglia del Losanna ha vinto due volte consecutivamente la Coppa Svizzera nel 1998 e 1999.

### Nazionale
Non ancora 22.enne, ha esordito nella nazionale maggiore l'11 ottobre 1989 a Basilea in un incontro contro il Belgio terminato 2-2, gettato nella mischia dall'allenatore Ueli Stielike in sostituzione dell'amico Stéphane Chapuisat al 79' minuto. Da quel momento e fino al 1996, in particolare agli ordini di Roy Hodgson, un vero guru del calcio elvetico, è stato un elemento praticamente insostituibile della difesa rossocrociata, contribuendo in maniera decisiva alla qualificazione ai mondiali USA94 (dove è sceso in campo in tutti i 4 incontri disputati dalla Svizzera) e all'Euro96 in Inghilterra (2 presenze). È ricordato con piacere dagli appassionati di calcio svizzeri, tra le altre cose, per il gol decisivo segnato nel derby contro l'Italia in una partita delle qualificazioni ai mondiali del 1994, giocata a Berna il primo maggio 1993. Ha disputato il suo ultimo incontro con la maglia della nazionale svizzera il 31 agosto 1996 a Baku, contro l'Azerbaigian.

### Dopo il professionismo
Al termine della carriera di calciatore professionista è rimasto attivo nell'ambiente. Dopo essersi occupato del settore giovanile del Neuchatel-Xamax, dal 2007 è stato attivo in una scuola calcio fondata negli Stati Uniti, a Los Angeles, con un ex compagno di squadra del Newcastle United. In seguito ha ricoperto la funzione di direttore tecnico del Team Vaud, associazione che si occupa di formare l'élite del calcio giovanile vodese. Nel 2018 è stato chiamato dall'Associazione svizzera di football (ASF) a dirigere il suo Centro di performance, continuando così ad occuparsi di formazione sportiva. È stato successivamente promosso al ruolo di capo del servizio Promozione giovani leve della stessa ASF, funzione che ricopre attualmente.

## Palmarès
- Coppa Svizzera: 2

Losanna: 1997-1998, 1998-1999